# 3100 Циммерман
3100 Ціммерман (3100 Zimmerman) — астероїд головного поясу, відкритий 13 березня 1977 року.
Тіссеранів параметр щодо Юпітера — 3,615.